# Paramimistena polyalthiae
Paramimistena polyalthiae är en skalbaggsart som beskrevs av Fisher 1940. Paramimistena polyalthiae ingår i släktet Paramimistena och familjen långhorningar. Inga underarter finns listade i Catalogue of Life.